# Cuerpo de Bomberos de Quinta Normal

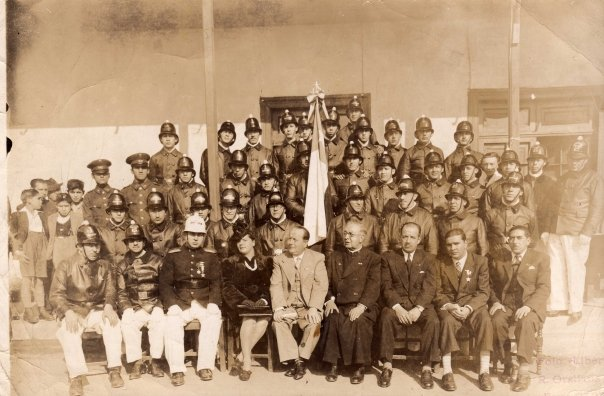
Voluntarios de la Primera Compañía "Bomba Manuel Rodríguez", en el año 1942.

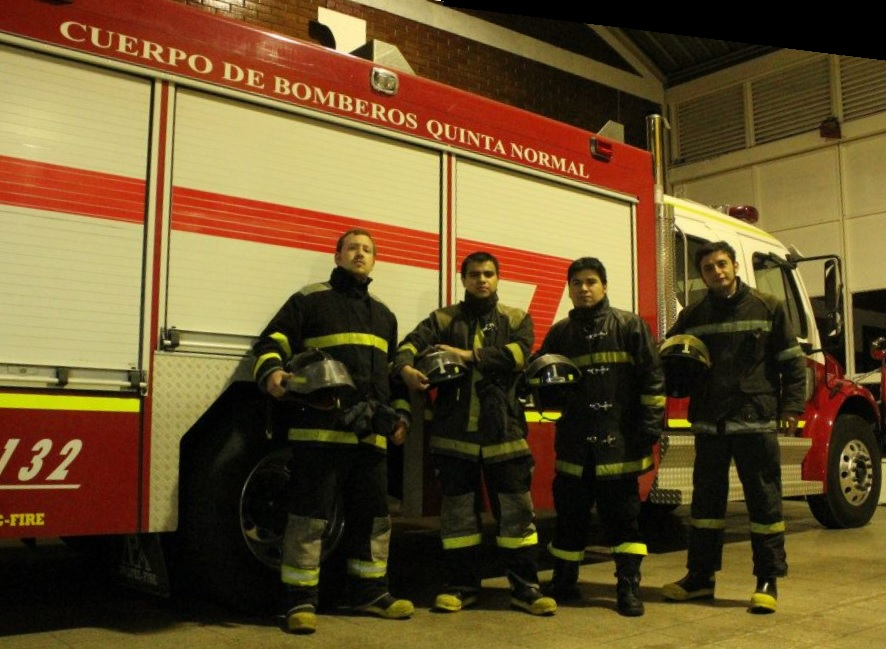
Voluntarios de la Primera Compañía "Bomba Manuel Rodríguez", en el año 2012.

El Cuerpo de Bomberos de Quinta Normal (CBQN) corresponde al Cuerpo de Bomberos de Chile que opera en las comunas de Quinta Normal,Cerro Navia, Lo Prado y Pudahuel, en Santiago de Chile. Fue fundado el 18 de diciembre de 1942.
Actualmente está conformado por 11 compañías que desarrollan diversas labores, como la extinción de incendios, el rescate vehicular y el manejo de materiales peligrosos. Además, resguarda al Aeropuerto Internacional Arturo Merino Benítez.

## Historia
Con la expansión demográfica de Santiago a mediados del siglo XX, la comuna de Quinta Normal se veía en la obligación de contar con un cuerpo de bomberos. Hasta diciembre de 1942 sus emergencias las atendía el Cuerpo de Bomberos de Santiago.
Los tiempos de respuesta y la motivación de los vecinos de Quinta Normal permitió que el 18 de diciembre de 1942 se fundara el Cuerpo de Bomberos de Quinta Normal, por ese entonces compuesto por dos compañías y con su cuartel general constituido en calle Juan Luis Sanfuentes, entre las calles Augusto Matte y Julio Bañados.
Ese mismo 1942 se constituyen en la comuna las primeras dos compañías de bomberos.
El 1 de junio se funda la Segunda Compañía y el 25 de julio, la Primera Compañía. Este desfase cronológico se produce porque don Juan Fernández, uno de los voluntarios fundadores de la primera compañía, formaba parte de la Segunda Compañía del Cuerpo de Bomberos de Quillota y quiso rendirle homenaje a ellos por las deferencias que tuvieron para la adquisición del primer vehículo, siendo aprobado por la asamblea.
El 11 de junio de 1955, se funda la Tercera Compañía en el sector de Mapocho con Luis Vicentini (actual Neptuno), en el Barrio Garín.
La expansión demográfica hacia el poniente continua, y producto de esto, el 22 de octubre de 1970, se funda la Brigada N.º 2 "René Schneider Chereau" en el campamento Che Guevara, a la altura del 5600 de Avenida San Pablo (actual Villa Santa Anita, Lo Prado).
El 10 de diciembre de 1980 se constituye oficialmente como la Cuarta Compañía "René Schneider Chereau", cubriendo el sector de Lo Prado que al año siguiente se organizaría como comuna.
El 17 de marzo de 1981 se subdivide la comuna de Pudahuel (hasta 1975 Barrancas) en dos comunas nuevas: Cerro Navia y Lo Prado, producto de la Ley de Descentralización de comunas.
En 1977, 4 años antes, el antiguo Cuerpo de Bomberos de Pudahuel (ex-Barrancas) atraviesa una precaria situación económica, lo que lleva que el alcalde de esa comuna solicite la intervención de esta institución bomberil, la que es tomada por el Cuerpo de Bomberos de Santiago, Disolviendo las 4 compañías y constituyendo la Unidad Bomberil P1 y luego, en 1982 la Unidad Bomberil P2 en el sector de Teniente Cruz.
El 17 de diciembre de 1987, diez años después de la intervención del Cuerpo de Bomberos de Pudahuel, este último, por decreto del Ministerio del Interior, se integran en conformidad al Cuerpo de Bomberos de Quinta Normal las unidades bomberiles P1 y P2 como Quinta y Sexta Compañía respectivamente.
Al año siguiente, el 25 de junio de 1988, es fundada la Séptima Compañía, constituyéndose en el sector poniente de Cerro Navia, cerca de calle Huelén.
Pasarían 9 años, hasta el 14 de diciembre de 1997, cuando en el sector de Laguna Sur en la comuna de Pudahuel se constituye la Brigada N.º 1 (Octava Compañía en formación), dado lo escasamente cubierto el sector de Pudahuel Sur en el combate de emergencias. En abril de 2007 se integra totalmente como compañía al CBQN.
Pasarían 19 años, hasta el 15 de junio de 2016 para que se constituya la Novena Compañía "Bomba Noviciado", que está ubicada en sector el Noviciado en Pudahuel Rural. Con esto se acortan los tiempos de respuesta en ese sector.
Además a fines del año 2016 se reconocen 2 nuevas Brigadas: la futura 10° Compañía ubicada en el sector industrial de Pudahuel Sur, y la Brigada Ciudad de los Valles (Undécima Compañía) ubicada en el sector de lo Aguirre, a un costado de la Ruta 68.

## Mártires
Dentro de la historia del Cuerpo de Bomberos de Quinta Normal, se encuentran dos valientes mártires cuyos nombres son reconocidos y recordados con profundo respeto y gratitud. Juan Enrique Robert Robert y Claudio Miguel Huenuqueo Silva, dos destacados miembros de nuestro cuerpo de bomberos, perdieron sus vidas en el cumplimiento de su deber, demostrando un coraje inquebrantable y un compromiso sin igual hacia la protección de la vida y la seguridad de nuestra comunidad. Su sacrificio y entrega desinteresada en situaciones de peligro extremo se han convertido en un legado duradero, que inspira a generaciones venideras a seguir su ejemplo y a honrar su memoria. A través de su valentía y sacrificio, Juan Enrique Robert Robert y Claudio Miguel Huenuqueo Silva se han convertido en símbolos de la nobleza y la determinación que caracterizan a los bomberos y su vocación de servicio.

### Juan Enrique Robert Robert
El 19 de agosto de 1921, nace don Juan Enrique Robert Robert, de profesión joyero, casado con doña María Teresa Robert González, con quien tiene 5 hijos: Juan Carlos, Teresa, Emilia, Susana y Cecilia, quien ingresa a las filas 8 de junio de 1949, participando activamente en las actividades primerinas. El fatídico día 14 de junio de 1953, a las 11 de la mañana aproximadamente, Robert se encontraba en el segundo piso de su casa jugando con sus hijos, cuando siente olor a humo; al bajar se da cuenta de que la cocina a parafina que estaba cerca de la escala se había inflamado y propagaba el fuego hacia la parte superior de su casa. Sale rápido y llama telefónicamente a la Primera Compañía, ubicada en Antonio Ebner n.º 35, desde un negocio contiguo a su domicilio, dando la Alarma de Incendio.
Regresa a su casa y antes de subir se pone su uniforme de trabajo. El fuego ya había llegado al segundo piso: Toma a sus hijos Juan Carlos y María Teresa lanzándolos del segundo piso en medio de las llamas, recibiéndolos en la calle en un colchón, el Cuartelero Sr. Muñoz y el Teniente Sr. Paredes de la 10.ª Comisaría de Carabineros. A las órdenes del Comandante Gustavo Neveu G. se inicia la extinción del Incendio, remojando el techo para evitar su hundimiento y bajar las grande llamaradas que abrasaban completamente la casa de nuestro voluntario en San Pablo n.º 4260, actual n.º 4350. El Carro-Bomba de la Primera Compañía, mandaba agua desde el único grifo del sector, que no tenía buena presión y se encontraba frente a la 10.ª Comisaría de Carabineros, actual 22.ª Comisaría. Robert regresa al dormitorio, al salir de este con dos de sus hijas en si brazo derecho, y la última en su brazo izquierdo, se hunde el piso que estaba en llamas, cayendo con ellas al fuego.
Su cuerpo uniformado y sin vida se encontró en el primer piso de la casa, abrazando fuertemente a sus tres pequeñas hijas que también habían fallecido. El Cuerpo de Bomberos y la comunidad toda se conmovió profundamente por el hecho y todas las banderas en la comuna, espontáneamente se izaron a media asta. El día 16 de junio de 1953, a las 11 de la mañana se efectuaron los funerales de sus hijas, y a la 1 de la tarde los funerales de nuestro Mártir. Nos acompañaron todos los Cuerpos de Bomberos de vecinos, incluyendo a Valparaíso y San Antonio. “Llanto y no lluvia, cayó sobre tres ataúdes blancos”, “Pagaste con tu sangre el cumplimiento del deber” señalan los titulares de la prensa escrita de la época.
Los que lo conocieron, lo describen como buena persona, buen padre y buen amigo. Era quien siempre servía un vaso de vino extra, por si algún Voluntario o amigo llegara al Cuartel en alguna reunión; es así como aún a la fecha, cuando se realiza alguna cena, el voluntario más nuevo le deja un pequeño vaso con vino en su honor, en el lugar donde se veneran sus reliquias. -Su ejemplo ha marcado a varias generaciones de Bomberos, es por esto que en el Desfile Anual en su Memoria, se suele ver a Ex voluntarios acompañando a la Compañía en este Acto que recuerda el Compromiso que se debe tener con la Institución.

### Claudio Miguel Huenuqueo Silva
Claudio Miguel Huenuqueo Silva, el tercero de cuatro hijos, nació el 5 de marzo de 1979 en Santiago, chileno, soltero, hijo de la Sra. Marta Silva Aceval y don Héctor Huenuqueo Riquelme.
Ingresó a la sexta compañía el 14 de abril de 2001, su registro general es el 1522 y su registro de compañía 174, en la institución ejerció los cargos de Secretario, Teniente Segundo e Inspector de Comandancia.
Quienes lo conocían, dicen era un joven muy amable, generoso, alegre, disciplinado, presto al servicio a la comunidad, amigo de los vecinos, con un gran sentido comunitario y siempre con su lema muy en alto “Por el Honor de Servir”.
En la mañana del día 17 de septiembre de 2005, sucede el fatídico hecho en que Claudio Miguel comienza con dolores de pecho y le da un ataque al miocardio en dependencias de la guardia nocturna de la sexta compañía “Bomba Pudahuel”, se llama a la central de alarmas solicitando la ambulancia institucional, la cual es despachada al cuartel de la Sexta Compañía tripulada por bomberos de la Cuarta Compañía, quienes en conjunto a los bomberos de la Sexta, trasladan a Claudio al centro asistencial más próximo (SAPU La Estrella), donde al pasar unos 40 minutos del traslado del bombero e innumerables esfuerzos del personal de salud, se decreta el fallecimiento del Bombero Claudio Miguel Huenuqueo Silva.
Transcurrieron 14 años, hasta el día 29 de julio de 2019, ese día y después de un arduo trabajo del Directorio del Cuerpo de Bomberos de Quinta Normal, donde se analizaron nuevamente los antecedentes, se llegó a la conclusión de que el Bombero de la Sexta compañía Don Claudio Miguel Huenuqueo Silva cumple con los requisitos estableciendos y por tal motivo se otorga la calidad de MARTIR del CUERPO DE BOMBEROS DE QUINTA NORMAL.

## Compañías
El Cuerpo de Bomberos de Quinta Normal está conformado por las siguientes compañías:
| Compañía                                                  | Fundación                         | Especialidad                                            | Cuartel                                  |
| --------------------------------------------------------- | --------------------------------- | ------------------------------------------------------- | ---------------------------------------- |
| Primera Compañía "Bomba Manuel Rodríguez"                 | 25 de julio de 1942 (82 años)     | - Agua - HAZMAT                                         | Martínez de Rosas #4290, Quinta Normal   |
| Segunda Compañía "Bomba Luis Dittmann"                    | 1 de junio de 1942 (82 años)      | - Agua                                                  | Agusto Matte #1663, Quinta Normal        |
| Tercera Compañía "Bomba Comandante Gustavo Neveu Georget" | 11 de junio de 1955 (69 años)     | - Agua - Escalas - Rescate vehicular - Rescate Vertical | Mapocho #6046 Quinta Normal              |
| Cuarta Compañía "Bomba René Schneider Chereau"            | 22 de octubre de 1970 (54 años)   | - Agua - Escalas - Rescate vehicular                    | La Comuna #5465 Lo Prado                 |
| Quinta Compañía "Bomba Cerro Navia"                       | 12 de octubre de 1953 (71 años)   | - Agua                                                  | Avenida Estados Unidos #1229 Cerro Navia |
| Sexta Compañía "Bomba Pudahuel"                           | 28 de enero de 1982 (43 años)     | - Agua - Escalas - Rescate vehicular - Rescate Vertical | Avenida La Estrella #1101 Pudahuel       |
| Séptima Compañía "Bomba Capitán Ignacio Carrera Pinto"    | 25 de junio de 1988 (36 años)     | - Agua                                                  | Avenida Mapocho Norte #8267 Cerro Navia  |
| Octava Compañía "Bomba Pudahuel Sur"                      | 14 de diciembre de 1997 (27 años) | - Agua                                                  | Avenida Laguna Sur #8393 Pudahuel        |
| Novena Compañía "Bomba El Noviciado"                      | 15 de junio de 2016 (8 años)      | - Agua - Forestal                                       | Camino Noviciado, Parcela 15 Pudahuel    |
| Décima Compañía                                           | 24 de octubre de 2016 (8 años)    | - Agua                                                  | Pedro Jorquera #179 Pudahuel             |
| Undécima Compañía "Bomba Ciudad de los Valles"            | 20 de julio de 2016 (8 años)      | - Agua - Forestal - Rescate vehicular - Rescate Agreste | Ruta 68, kilómetro 12 Pudahuel           |